# Aslı
Aslı és una paraula turc i s'utilitza com a nom de dona. Persones amb el nom Aslı inclouen:
- Aslı Çakır Alptekin - atleta turca
- Aslı Erdoğan - escriptora turca
- Aslı İskit - jugadora d'handbol turca
- Aslı Şafak - periodista i escriptora turca